# Miodrag Gajić
Miodrag „Milan” Gajić (ur. 31 maja 1955 w Nowym Sadzie) – serbski koszykarz, a następnie trener koszykarski, posiadający także polskie obywatelstwo.
W 1987, jako asystent trenera, zdobył mistrzostwo świata U–19 z młodzieżową kadrą Jugosławii.
W 1997 pomógł trenerowi Jackowi Adamczakowi doprowadzić Browary Tyskie Bobry Bytom do brązowego medalu mistrzostw Polski. Pomocnikiem był dlatego, iż nie posiadał jeszcze odpowiedniej licencji, aby objąć stanowisko głównego trenera samodzielnie, a praktycznie to on prowadził klub.
Po rozegraniu pięciu spotkań sezonu regularnego 2001/2002 zastąpił na stanowisku głównego trenera Spójni Stargard Szczeciński – Ryszarda Szczechowiaka. Przed rozpoczęciem rozgrywek 2004/2005 zawarł po raz kolejny z karierze umowę trenerską ze Spójnią. W grudniu 2004 jego miejsce zajął asystent Ireneusz Purwiniecki.
13 grudnia 2006 został trenerem Sportino Inowrocław. 11 lutego 2007 opuścił klub.
5 marca 2007 objął stanowisko głównego trenera Sokołowa Znicza Jarosław, zastępując Stanisława Gierczaka.
7 stycznia 2009 zastąpił Krzysztofa Szewczyka na pozycji trenera zespołu PLKK, Finepharm AZS Kolegium Karkonoskie Jelenia Góra.
Od 2015 jest trenerem w UKS Szkole Marcina Gortata.